# Karl Ludwig von Knebel

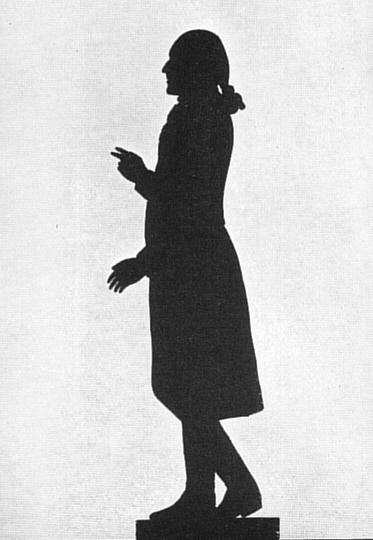
Karl Ludwig von Knebel.
Silhouette

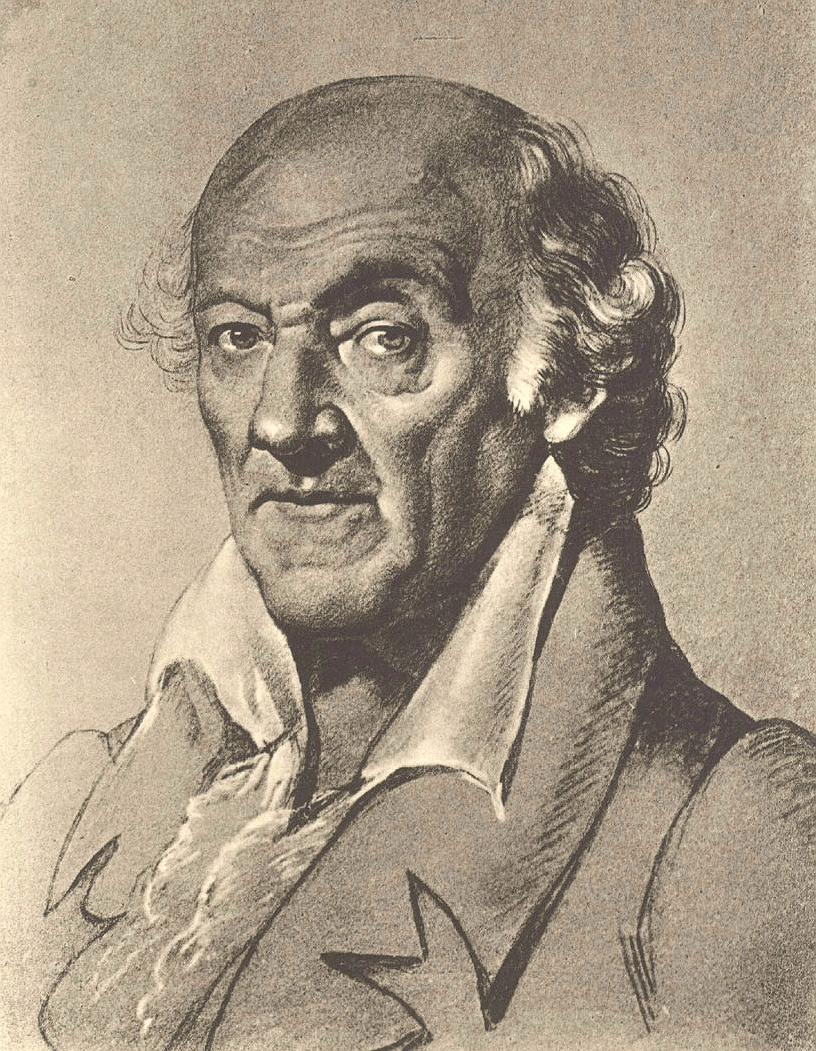
Knebel. Zeichnung von Johann Joseph Schmeller

Karl Ludwig Knebel, ab 1756 von Knebel, auch Carl Ludwig von Knebel (* 30. November 1744 auf Schloss Wallerstein bei Nördlingen; † 23. Februar 1834 in Jena) war ein deutscher Lyriker und Übersetzer, sowie der „Urfreund“ von Johann Wolfgang Goethe.

## Leben

### Herkunft
Karl Ludwig Knebel war der Sohn von Johann Georg Friedrich Knebel (* 13. Oktober 1697 in Bayreuth; † 3. März 1787 ebenda) und dessen Ehefrau Elisabeth Magdalene, geborene Mayer (* 7. März 1720 in Bayreuth; † 6. März 1805 in Ansbach). Sein Vater war markgräflich Ansbacher Geheimrat, Kreisgesandter und Lehnsprobst, seine Mutter die Tochter des Hof- und Regierungsrates Martin Gottlieb Mayer. Der Vater erhielt den preußischen Adel 1756. Er hatte mehrere Brüder: Wilhelm (1741–1799), braunschweigischer Gesandter am Hof in Stuttgart, und Christian Friedrich (1743–1802), preußischer Generalmajor. Seine Schwester Henriette (1755–1813) war Erzieherin am Weimarer Hof und später Gesellschafterin von Karoline Luise von Sachsen-Weimar-Eisenach.

### Offizier und Erzieher am Weimarer Hof
Nach der humanistischen Schulbildung in Nördlingen begann Knebel 1764 in Halle ein Jurastudium, das er jedoch bald abbrach. 1765 wurde er im Regiment des Prinzen von Preußen Offizier. In dieser Zeit übersetzte er römische Klassiker und unternahm erste eigene dichterische Versuche.
1773 beendete er seinen militärischen Dienst und reiste nach Weimar zu Wieland. Dort wurde er 1774 von Herzogin Anna Amalia von Sachsen-Weimar-Eisenach als Erzieher des Prinzen Constantin und als Hofmeister eingestellt. Er hielt sich mit seinem Zögling in Tiefurt auf, wo er den Grundstein zu ersten Anlagen des bekannten Parkes legte und am Tieffurter Journal mitarbeitete.
Von Dezember 1774 bis Mai 1775 begleitete er die Prinzen Carl August und Constantin auf einer Reise oder Grand Tour über Frankfurt am Main, Mainz, Karlsruhe, Straßburg nach Paris, besuchte bei einem Zwischenhalt in Frankfurt Goethe und machte diesen mit den Prinzen bekannt. Daraus ergab sich, dass Goethe nach Weimar eingeladen wurde. Knebel vermittelte klug, dass Goethe sich mit Wieland aussöhnte, den er mit Götter, Helden und Wieland satirisch attackiert hatte.

### Freundschaft mit Goethe
Als Goethe nach Weimar übersiedelte, wurde Knebel dessen engster Freund („Urfreund“). 1780 gab er sein Erzieheramt auf.
Im Jahr 1785 begleitete er Goethe auf seiner Reise von Weimar nach Karlsbad. Das von Knebel geführte Tagebuch verzeichnet gemeinsame Beobachtungen zur Geologie in Ostthüringen, in deren Rahmen sich beide besonders für vermeintlich basaltische Gesteine interessierten, die Goethe schon als Pflasterstein in Neustadt an der Orla aufgefallen waren. Daraufhin untersuchte Knebel die ihm von Goethe benannten Aufschlüsse bei Neunhofen nach Ausdehnung und Erscheinungsformen. Goethe ging von seiner Vermutung, es seien „Basalte“, wieder ab und hielt die dichten schwarzen Gesteine für Tonschiefer. Später wurden sie jedoch als Grauwacken identifiziert, die in Wechsellagerung mit Tonschiefern liegen. Auf ihrer weiterführenden Reise nach Hof und Wunsiedel sammelten beide weitere Beobachtungen im Thüringischen Schiefergebirge, wobei sie keine Indizien für ein vermutetes „basaltisches Gebirge“ fanden. Knebel und Goethe leisteten auf diesem Wege einen frühen Beitrag zur geologischen Erkundung dieser Region.

### Familie

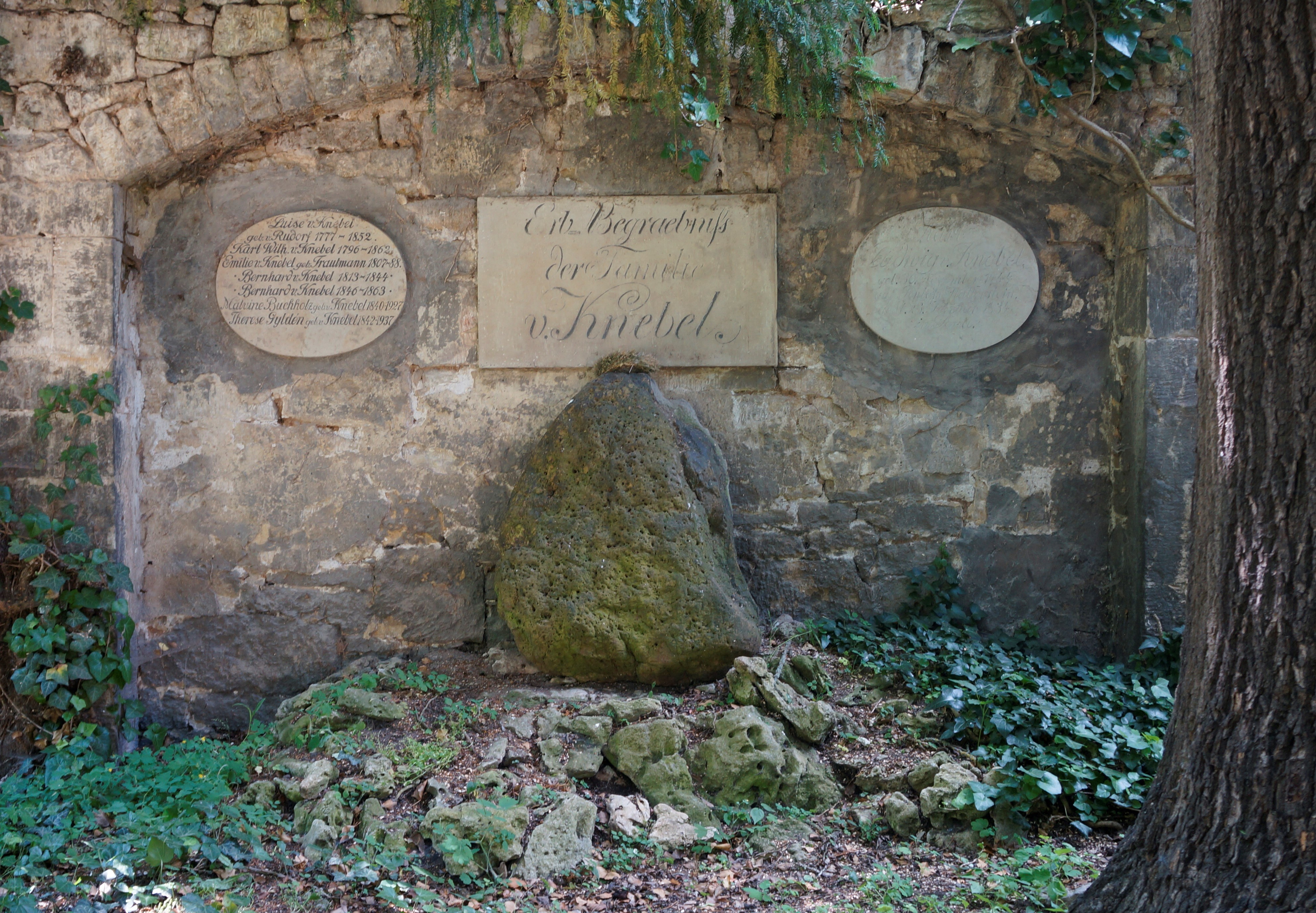
Erbbegräbnis der Familie Knebel auf dem Jenaer Johannisfriedhof

Im Jahr 1798 heirateten Karl Ludwig Knebel und Luise von Rudorff. Sie war von 1791 bis 1794 Kammersängerin in Weimar und Geliebte des Herzogs Carl August von Sachsen-Weimar. Das Ehepaar adoptierte Rudorffs Sohn Carl (1796–1861), später Major und Polizeidirektor in Ebersdorf, aus Luises Verhältnis mit Carl August. Ihre Eltern waren der preußische Rittmeister Friedrich Wilhelm Rudorff und dessen Ehefrau Catharina Charlotte von Britzke. Luises Lebenswandel wurde allgemein missbilligt, so dass man Goethes Xenion An den neuen Sankt Antonius („Herr Bruder, Welch Luder Bringst du in deine Einsiedelei! … Gott steh uns bei!“) auf die Heirat Knebels bezieht. Er zog mit seiner Ehefrau zunächst nach Ilmenau, 1805 siedelte das Paar nach Jena über. Dort starb Knebel am 23. Februar 1834.

## Bedeutung
Die Weimarer Klassik ist ohne Karl Ludwig von Knebel nicht zu denken: Der einfühlsame Denker und hochbegabte Kopf war nicht nur Goethe, sondern auch Johann Gottfried Herder ein unersetzlicher Begleiter. Mit seiner Fähigkeit, sich in die Werke seiner Freunde hineinzudenken und daran Anteil zu nehmen, hat er auch Einfluss auf die Entstehung ihrer Schriften genommen: „Man darf seine Stellung für den deutschen Idealismus nicht unterschätzen“, sagt Knebels erster Biograf, Hellmuth von Maltzahn, „sind es doch gerade die aufnehmenden und weitergebenden Geister, die erst wahrhaft eine Kultur schaffen, und ohne die die Anreger und Schöpfer vergeblich wirken würden“.
Es ist gewiss auch bedeutsam, dass sich ein gemaltes Porträt von Knebel auch im Rokokosaal der Herzogin-Anna-Amalia-Bibliothek befindet. Nicht zufällig befindet es sich unter dem bekannten Bild von Johann Joseph Schmeller, wo Goethe seinem Schreiber John einen Text diktiert. Die Beziehung Goethes zu seinem „Urfreund“ wird auch damit angedeutet.

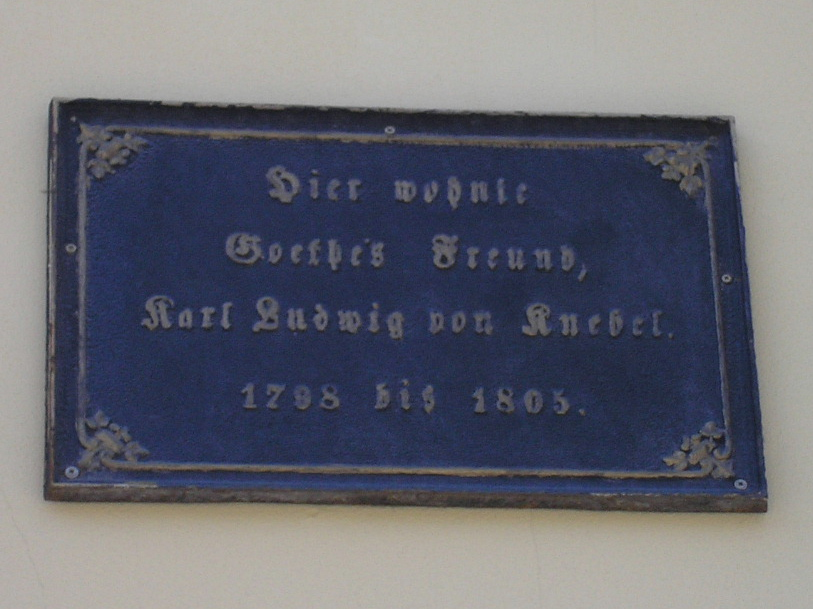
Gedenktafel
an Knebels Wohnhaus
in Ilmenau

## Werk
- 1770 veröffentlicht er im Göttinger Musenalmanach;
- 1779, am 6. April, spielte er den Thoas in Goethes Iphigenie auf Tauris;
- übersetzt er das Trauerspiel „Saul“ von Vittorio Alfieri;
- 1815 erscheint seine Sammlung „Kleine Gedichte“;
- 1821 erscheint dann seine Übersetzung von Lukrez’ De rerum natura sowohl in einer einsprachigen als auch in einer zweisprachigen Fassung bei Göschen, noch ohne Namensnennung;
- 1831 erscheint, diesmal unter Knebels Namen, die einsprachige Version der Lukrez-Übersetzung in der zweiten verbesserten Auflage, sie wird, teilweise in überarbeiteter Fassung, bis 1960 mehrfach nachgedruckt. Knebel ist damit der erfolg- und einflussreichste der frühen deutschen Lukrez-Übersetzer.

Goethe erwähnt seinen Vertrauten im Gedicht Ilmenau.

## Briefe
- Varnhagen von Ense, Karl August & Mundt, Theodor (Hrsg.): K. L. von Knebel's literarischer Nachlaß und Briefwechsel. 3 Bde. Leipzig 1835–1840.
- Düntzer, Heinrich (Hrsg.): Karl Ludwig von Knebels Briefwechsel mit seiner Schwester Henriette (1774-1813). Jena 1858.
- Düntzer, Heinrich (Hrsg.): Zur deutschen Literatur und Geschichte : ungedruckte Briefe aus Knebels Nachlaß. 2 Bde. Nürnberg 1858. (Digitalisate in der Digitalen Bibliothek Mecklenburg-Vorpommern)
- Ders.: Von und an Herder. Ungedruckte Briefe aus Herders Nachlaß. 3 Bde. Weimar 1861/62.
- Guhrauer, G. E. (Hrsg.): Briefwechsel zwischen Goethe und Knebel. (1774–1832). 2 Theile in 2 Bdn. Lpz.: Brockhaus, 1851.